# Abdelkabir El Ouadi
Abdelkabir El Ouadi (Fès, 20 febbraio 1993) è un calciatore marocchino, centrocampista del Smouha.

## Carriera
Ha giocato nella massima serie dei campionati marocchino ed egiziano.